# Koga (Ibaraki)
Koga (古河市 -shi) é uma cidade japonesa localizada na província de Ibaraki.
Em 2005 a cidade tinha uma população estimada em 145 268 habitantes. Tem uma área total de 123.58 km².
Recebeu o estatuto de cidade a 1 de Agosto de 1950.
A Estação Transmissora Yamata da KDDI Corp., a única estação de ondas curtas ainda em atividade no Japão, está localizada em Yamata (hoje Koga, Ibaraki). A estação iniciou as suas transmissões a 1 de janeiro de 1941. O anúncio da rendição do Japão pelo Imperador Hirohito, em 1945, foi transmitido a partir desta estação para os militares japoneses localizados no estrangeiro.

## Cidade-irmã
- Ono, Japão
- Sanhe, China